# 萬里小路正房
萬里小路正房（1802年12月25日—1859年11月16日），是江戶時代末期的公卿；也是藤原北家勸修寺流的萬里小路家當主。

## 生涯
萬里小路正房在享和二年（1802年）出生，是父母萬里小路建房與勸修寺榮（勸修寺經逸女）的長子。文化七年（1810年）敘從五位上，後在文政三年（1820年）敘爵，任侍從。歷任弁官、藏人頭、參議，天保十二年（1841年）昇敘從三位，位列公卿。
嘉永元年（1848年）擔任權中納言，六年後（1853年）成為議奏，為朝廷與幕府的關係奔走。安政二年（1855年）負責謄寫與美國、英國及俄羅斯的和親條約。
安政四年（1857年）就任權大納言，主張公武合體，為將軍繼嗣問題在朝廷與幕府作調停。隨後擔任武家傳奏，但不足一年就因為不滿九條尚忠專橫獨斷而辭去權大納言一職。
安政六年（1859年），他受安政大獄牽連受處分被迫辭任武家傳奏並謹慎三十日，同年逝世，享年56歲。
| 王位覬覦者                       | 王位覬覦者                                                         | 王位覬覦者                       |
| -------------------------------- | ------------------------------------------------------------------ | -------------------------------- |
| 前任： 萬里小路建房              | 萬里小路家當主 1846年11月2日－1859年11月16日                       | 繼任： 萬里小路博房              |
| 官衔                             |                                                                    |                                  |
| 前任者： 廣橋光成 為唯一武家傳奏 | 武家傳奏 1858年6月11日－1859年3月1日 與廣橋光成、 坊城俊克同時在任 | 繼任者： 坊城俊克 為唯一武家傳奏 |